# اکن مینه
اکن مینه (انگلیسی: Eken Mine; ۱۵ فوریهٔ ۱۹۳۵ – ۶ فوریهٔ ۲۰۰۲) صداپیشه، و بازیگر اهل ژاپن بود.